# Weltjugendtag 2019

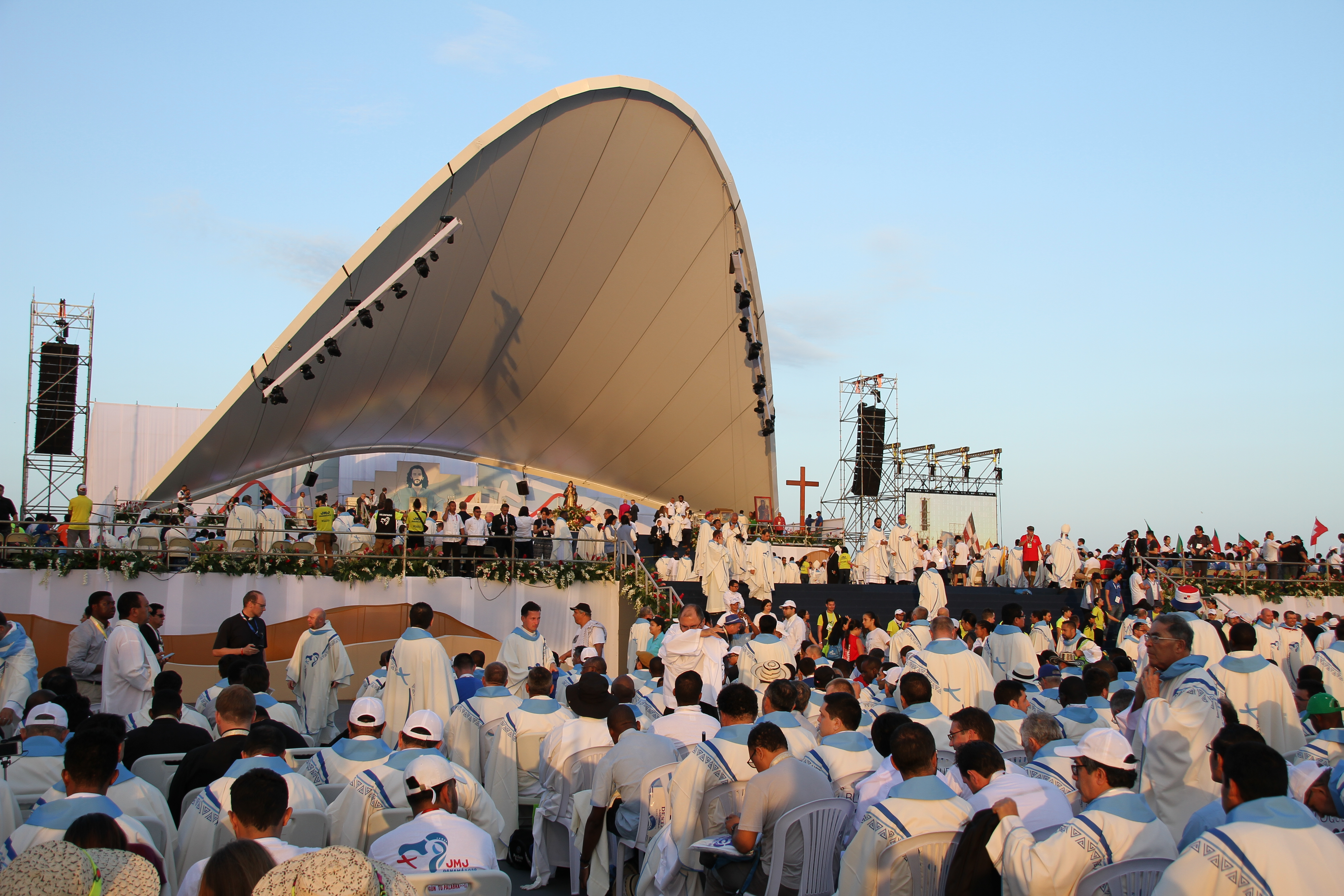
Überdachter Altarraum bei der Abschlussmesse des Weltjugendtags 2019

Der XXXIV. Weltjugendtag fand vom 22. bis 27. Januar 2019 in Panama-Stadt statt. Weltjugendtage sind internationale Jugendtreffen der römisch-katholischen Kirche. Nach dem XXXI. Weltjugendtag in Krakau im Jahr 2016 hatte Papst Franziskus nach Panama eingeladen. Panama-Stadt feiert in diesem Jahr das Jubiläum seiner Gründung vor 500 Jahren.

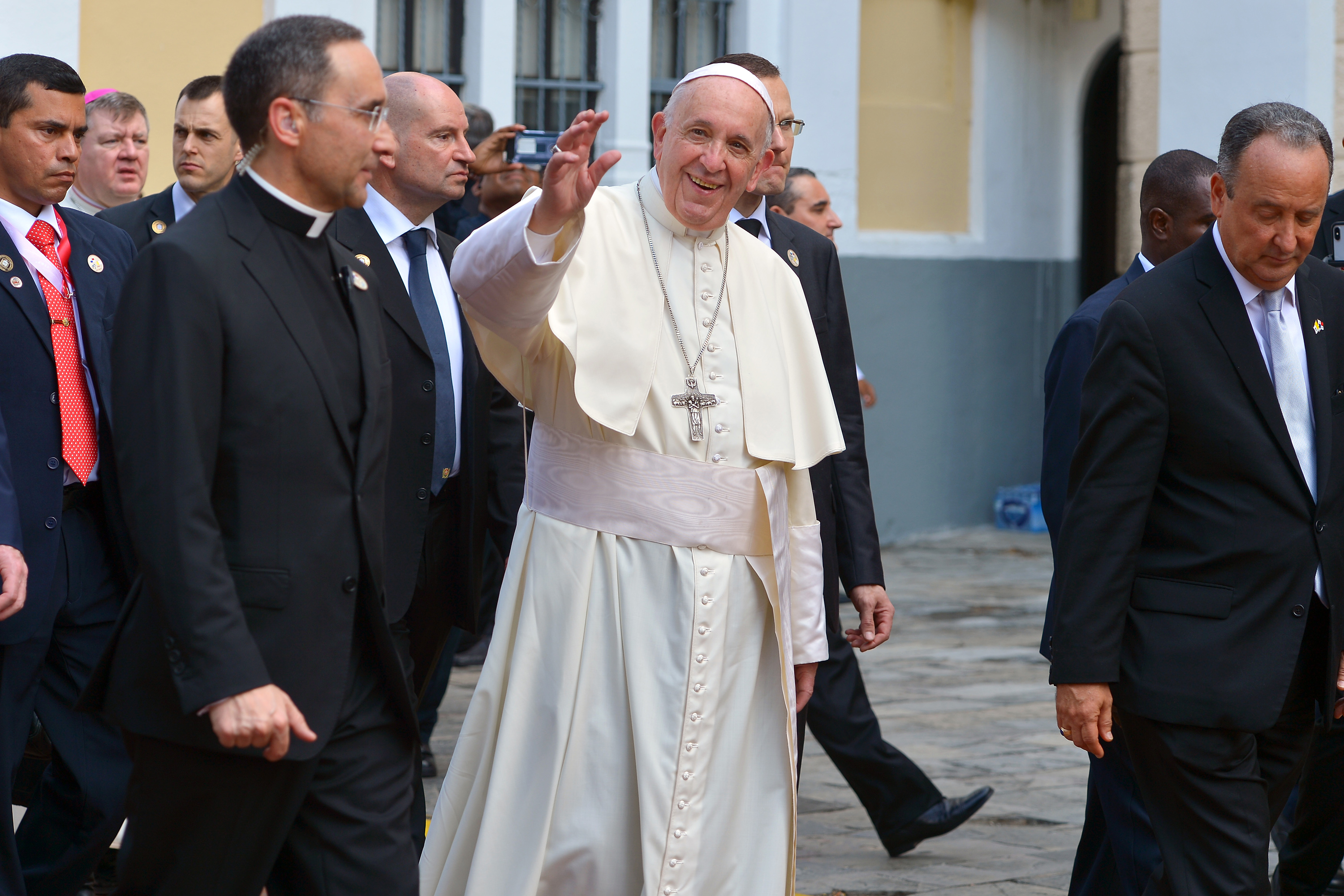
Papst Franziskus beim Weltjugendtag 2019 in Panama-Stadt

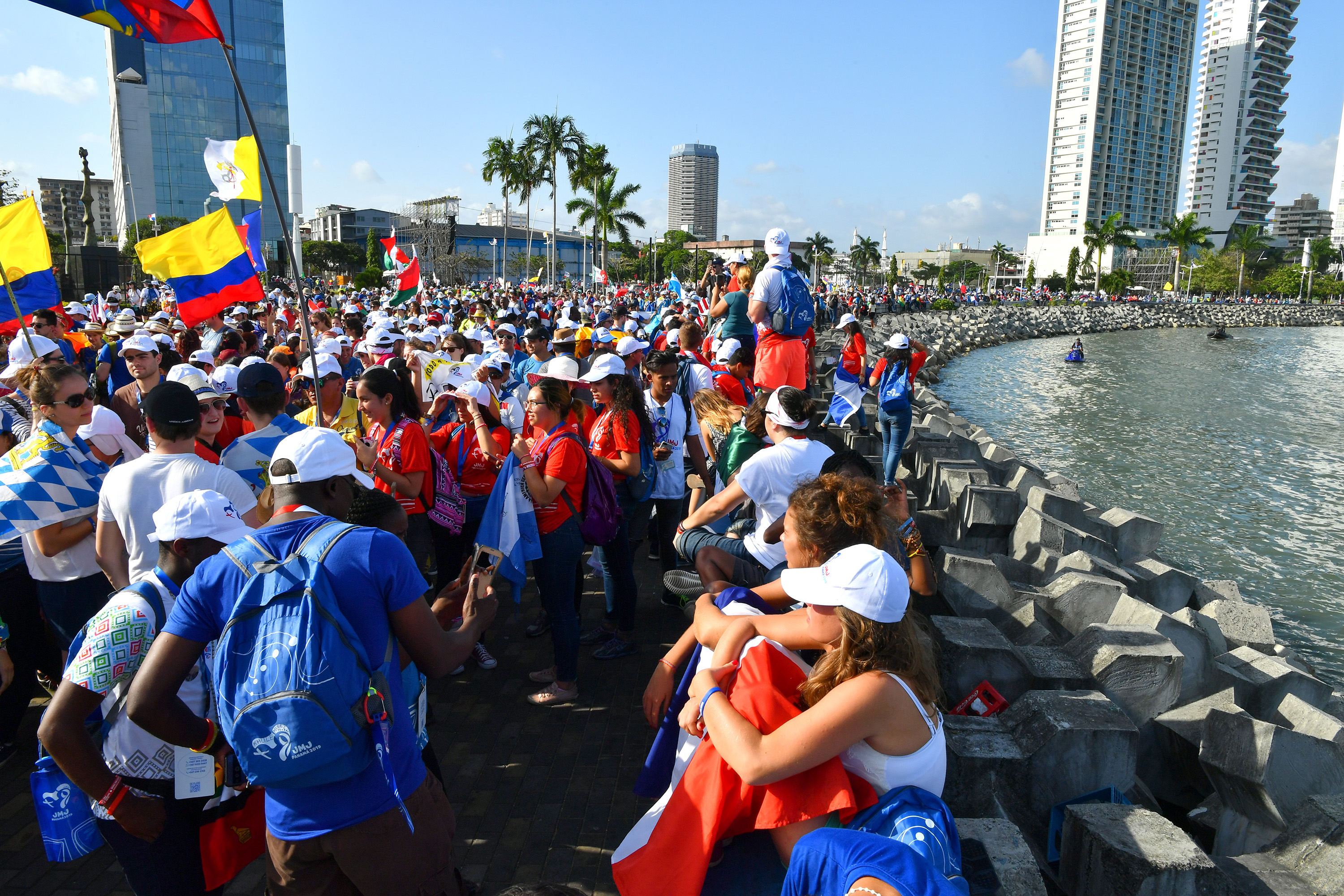
Teilnehmer vor der Eröffnungszeremonie an der Cinta Costera

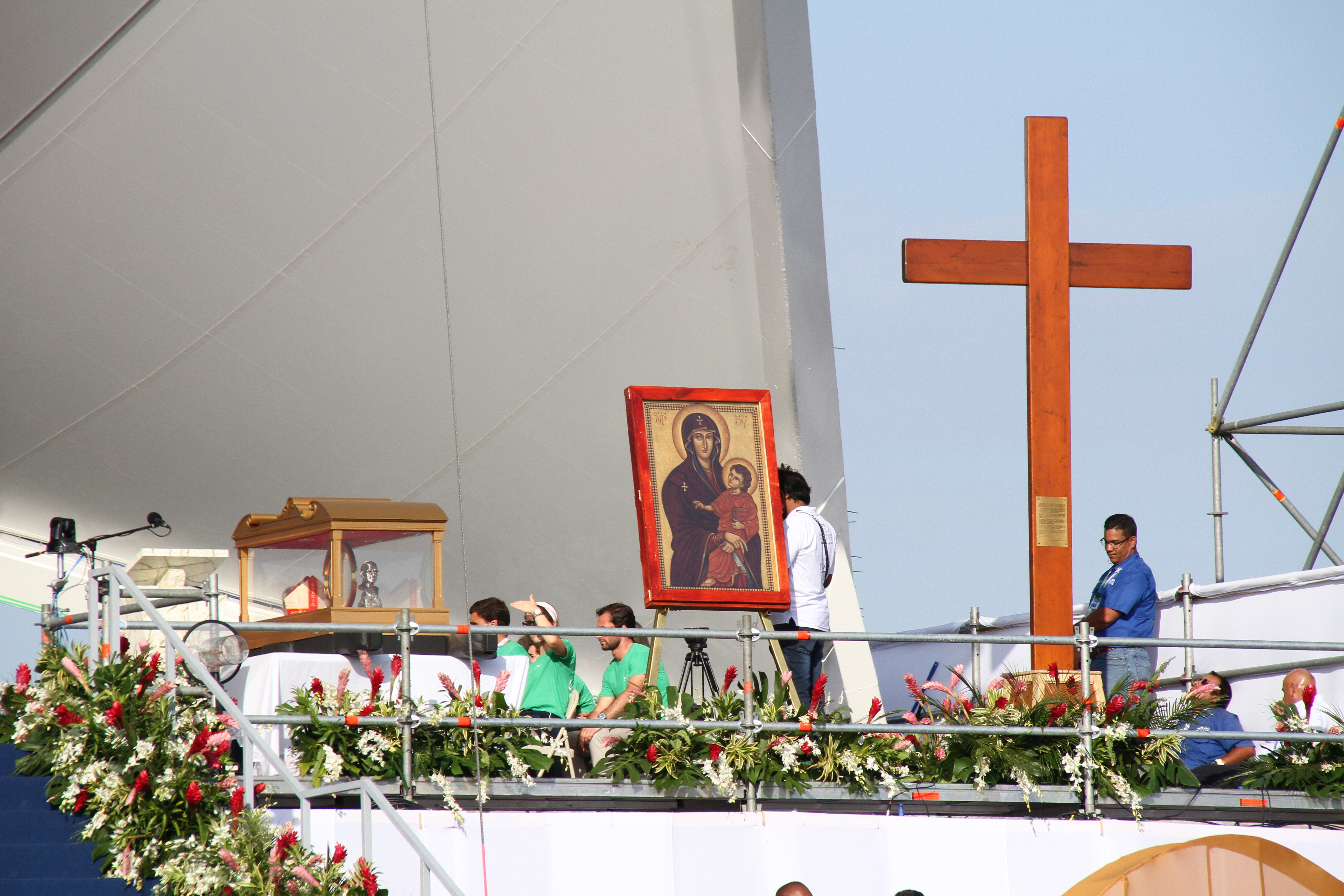
Weltjugendtagskreuz, Marienikone Salus Populi Romani und Reliquien zu Oscar Romero beim Abschlussgottesdienst

Der Weltjugendtag stand unter dem Motto Ich bin die Magd des Herrn; mir geschehe, wie du es gesagt hast (Lk 1,38 ). Die Patrone waren die heiliggesprochenen Óscar Romero, José Sánchez del Río, Juan Diego, María Romero Meneses, Johannes Bosco, Johannes Paul II., Martin von Porres und Rosa von Lima.
Nach einem Vorprogramm bereits ab dem 16. Januar begannen die Haupttage mit einer Messe mit dem Erzbischof von Panama-Stadt, José Domingo Ulloa Mendieta. Vom 23. Januar an bereiste der Papst für fünf Tage das Land. Am 24. Januar trat Papst Franziskus bei einem Willkommensfest erstmals vor die Gläubigen.
Den Höhepunkt des Weltjugendtags markierte zwei Tage später eine Abendfeier (Vigil) auf dem „Campo San Juan Pablo II“ im Metro Park. Am 27. Januar zelebrierte Franziskus den Schlussgottesdienst.

## Teilnehmer

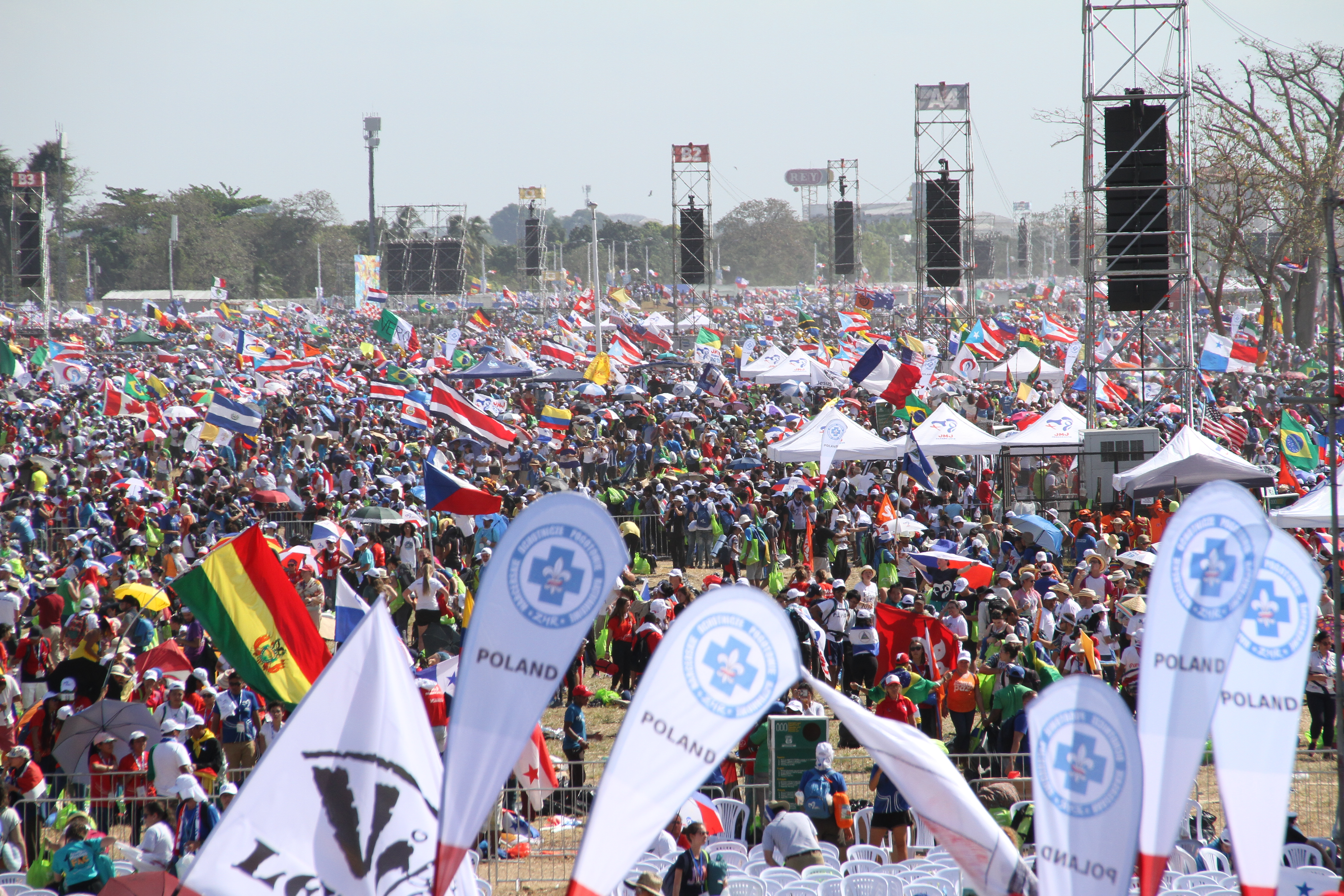
Teilnehmer beim Abschlussgottesdienst

Der Weltjugendtag gilt als größtes Ereignis in Panama seit dem Amerika-Gipfel der Organisation Amerikanischer Staaten im Jahr 2015. Etwa 300.000 Besucher waren erwartet worden, auch mehrere ausländische Staatschefs. Insgesamt kamen nur etwa 120.000 Teilnehmer aus 155 Ländern zum Weltjugendtag nach Panama, davon etwa 2.300 aus Deutschland. Neben dem Vorsitzenden der Jugendkommission der Deutschen Bischofskonferenz und Bischof von Passau, Stefan Oster, nahmen neun weitere deutsche Bischöfe an dem Treffen teil. Aus Österreich nahmen rund 200 Pilger teil. Wilhelm Krautwaschl, Bischof der Diözese Graz-Seckau begleitete als Vertreter der Bischöfe die österreichischen Pilger. Am Abschlussgottesdienst nahmen rund 700.000 Menschen teil.

## Logo und Hymne
Logo
Das von Ambar Calvo gestaltete Logo des Weltjugendtags hat die Form eines Herzens bzw. des Buchstabens „M“. Gemeinsam symbolisieren sie den Satz „Brücke der Welt, Herz des Universums“ und stellen Maria als Brücke zu Jesu im Glauben dar. Im rechten unteren Teil sind der Panamakanal sowie die Silhouette von Panama als Landbrücke Zentralamerikas dargestellt. Der Panamakanal stellt den Weg der Pilger dar, die in Maria den Weg zur Begegnung mit Jesus finden. Außerdem ist das Weltjugendtagskreuz in roter Farbe auf der linken Seite dargestellt. In weiß ist mittig der Umriss der Gottesmutter dargestellt. Die Krone Marias ist in fünf weißen Punkten dargestellt, die gleichzeitig die fünf Kontinente symbolisiert. Das Logo wurde aus 146 Entwürfen ausgewählt. Es wurde am 14. Mai 2017 von Panamas Erzbischof José Domingo Ulloa Mendieta vorgestellt.
Hymne
Die Hymne des XXXIV. Weltjugendtages trägt den Titel Hagase en mi, segun tu palabra („Nimm mein Ja“) und ist eine Komposition des Musikers Abdiel Jiménez.